# كولدبرووك، إلينواز
كولدبرووك هي منطقة فردية في مقاطعة وارين، إلينوي، الولايات المتحدة. كولدبرووك يقع على إلينوي الطريق 164, 4 ميل (6.4 كـم) شمال كاميرون.